# Active Enterprises
Active Enterprises有限公司是一家活跃于1990年代初期，总部设于佛罗里达州迈阿密市，已经停业的美国电子游戏开发商。他们最知名、也是唯一一款曾正式上市的游戏即是NES及Sega Genesis平台上的《Action 52》多合一卡匣。

## 公司历史
Active Enterprises于1989年由Raul Gomila及Vince Perri成立，其最初构想即在Action 52－一个包含52个原创游戏的多合一卡匣。该游戏未被任天堂授权。
《Action 52》最初以199美元的高价（或「每个游戏不到4美元」）贩售，其承诺是52个「新的、原创的、令人兴奋的」游戏，并同时推出一个提供104,000美元破关奖金的促销活动。然而该游戏不久后即因极差的游戏质量与大量的臭虫及缺陷而声名狼籍，而该破关活动的指定游戏《Ooze》也因为上述原因（在第二关结束或死亡时会死机）造成该奖项实际上不可能获得。仅管如此，Active Enterprises在1993年与Farsight Technologies合作开发了《Action 52》的Sega Genesis与超任版本及一运动游戏－《Sports 5》。而最终只有《Action 52》的Genesis版本被推出。
《Action 52》中包含了一款游戏－《猎豹人》（Cheetahmen）。Active Enterprises在1992年将其注册为商标，并希望如当时热门的卡通《忍者神龟》一般推出一系列诸如公仔、漫画书甚至电视卡通等产品。一款续作《猎豹人Ⅱ》被开发但未曾正式推出。
在1994年末，Active Enterprises退出了游戏界。在此之前该公司于同年的国际消费电子展上展示了《猎豹人》第三部以及一计划中的掌机系统－Action Gamemaster－的原型。该掌机系统计划能透过另售的转接器玩FC、SFC、Genesis及CD-ROM游戏。
与大多数人的认知相违的是，Active Enterprises据传在结束电子游戏产业之后仍继续在电脑产业服务了一段时间；在这段期间该公司主要部门在佛罗里达，而总部则设于巴哈马。

## 上市游戏
- 《Action 52》（1991年）（FC）
- 《Action 52》（1993年）（Sega Genesis）

## 未上市游戏
- 《猎豹人II》（超级任天堂）
- 《Action 52》（超级任天堂）
- 《Sports 5》（超级任天堂）（Sega Genesis）
- 《猎豹人III》（Action Gamemaster）